# 福岡にんげん交差点
福岡にんげん交差点（ふくおかにんげんこうさてん）は、NHK福岡放送局が、福岡県内に向けて放送していたローカルドキュメンタリー番組である。

## 概要
福岡県内に在住の人物1名が主人公である。その人物の過去と今を追い、生き様に迫る。人物は一般人・有名人を問わない。NHKの関係者は顔を出さない。あくまで主人公とその周囲の人物を映し出すことを徹底する。
2010年度で放送終了した。後継番組は、『特報フロンティア ドキュメント』（特報フロンティアに内包）である。

## ナレーション
以下が交替で担当した。以前はタレントを起用したこともあった。
- 野尻あかね（契約キャスター）
- 米谷奈津子（同上）
- 福岡局アナウンサー

## 放送日時
いずれも福岡県内の総合テレビである。内容によっては、『九州沖縄アンコールアワー』『NHKネットワーク54』（全国放送）ならびに海外向けNHKワールドでも後日放送される。
- 本放送：原則毎月第1金曜日 19:30 - 19:55
- 再放送：本放送翌々日の日曜日 8:00 - 8:25

## 番組で放送された有名人
- 日高逸子（競艇選手、2007年10月5日）
- 西川樹理（バレーボール指導者、2007年11月2日）
旧姓は横山である。元全日本代表のアタッカーである。2007年度から請われて私立飯塚高等学校で女子バレーボール部の監督をしており、そのデビュー戦前後の日々を追った。

なお、上記2名については後日『NHKネットワーク54』で放送された。